# Claus Dittbrenner
Claus Dittbrenner (* 21. September 1952 in Bremen; † 29. Dezember 2013 in Bremen) war ein Bremer Politiker (SPD) und Mitglied der Bremischen Bürgerschaft.

## Biografie

### Ausbildung und Beruf
Dittbrenner absolvierte eine Ausbildung zum Verwaltungsbeamten in Bremen und wurde 1971 Amtsinspektor. Er war seit 1974 bei der Universität Bremen tätig und bald darauf Stellvertretender Vorsitzender des Personalrates der Universität Bremen. Nach seiner Abgeordnetentätigkeit war er bis 2003 Geschäftsführer einer Consulting Gesellschaft und ab 2004 im Archiv der Universität Bremen beschäftigt.

### Politik
Dittbrenner war Mitglied der SPD und Ende der 1970er bis Mitte der 1980er Jahre Vorsitzender seines SPD-Ortsvereines Blockdiek – Ellener Feld. In den 1970/80er Jahren war er Vorsitzender der SPD-Arbeitsgemeinschaft für Arbeit (AfA) im SPD-Unterbezirk Bremen-Ost.
Von 1979 bis 1999 war er 20 Jahre lang Mitglied der Bremischen Bürgerschaft und in verschiedene Deputationen und Ausschüssen der Bürgerschaft tätig unter anderem von 1982 bis 1987 als Sprecher der Baudeputation. Von 1983 bis 1987 war er Stellvertretender Vorsitzender und von 1987 bis 1995 SPD-Fraktionsvorsitzender sowie von 1987 bis 1995 Stellvertretender Vorsitzender der Parlamentarischen Kontrollkommission. Er war auch in den Deputationen für Sport und Arbeit vertreten. Von 1995 bis 1999 nahm er die Funktion eines Vizepräsidenten der Bürgerschaft wahr.
1988 war er im Senat von Klaus Wedemeier als Bausenator im Gespräch. Durch verschiedene Affären, die teilweise durch Parteikollegen öffentlich gemacht wurden, kam er jedoch nicht zum Zuge.  Weiterhin geriet er durch Ermittlungen im Zusammenhang mit einer Spendenaffäre um den Bremer Bauunternehmer Zech ins Zwielicht.

### Weitere Mitgliedschaften
Er war Mitgesellschafter der Firma Bremer Sport- und Investitions GmbH.

## Belege
1. ↑  Claus Dittbrenner ist tot, abgerufen am 31. Dezember 2013
2. ↑  Wunder Wolf Die politische Führung im affärenbelasteten Bremen. In: Der Spiegel. Nr. 46, 1988 (online).
3. ↑  Horst-Werner Franke,. In: Der Spiegel. Nr. 21, 1990 (online).
4. ↑  Hubert Gude: KORRUPTION: Filz-Alarm in Bremen. In: Focus Online. 5. August 2002, abgerufen am 30. November 2014.

| Personendaten    | Personendaten                   |
| ---------------- | ------------------------------- |
| NAME             | Dittbrenner, Claus              |
| KURZBESCHREIBUNG | deutscher Politiker (SPD), MdBB |
| GEBURTSDATUM     | 21. September 1952              |
| GEBURTSORT       | Bremen                          |
| STERBEDATUM      | 29. Dezember 2013               |
| STERBEORT        | Bremen                          |